# 志野焼

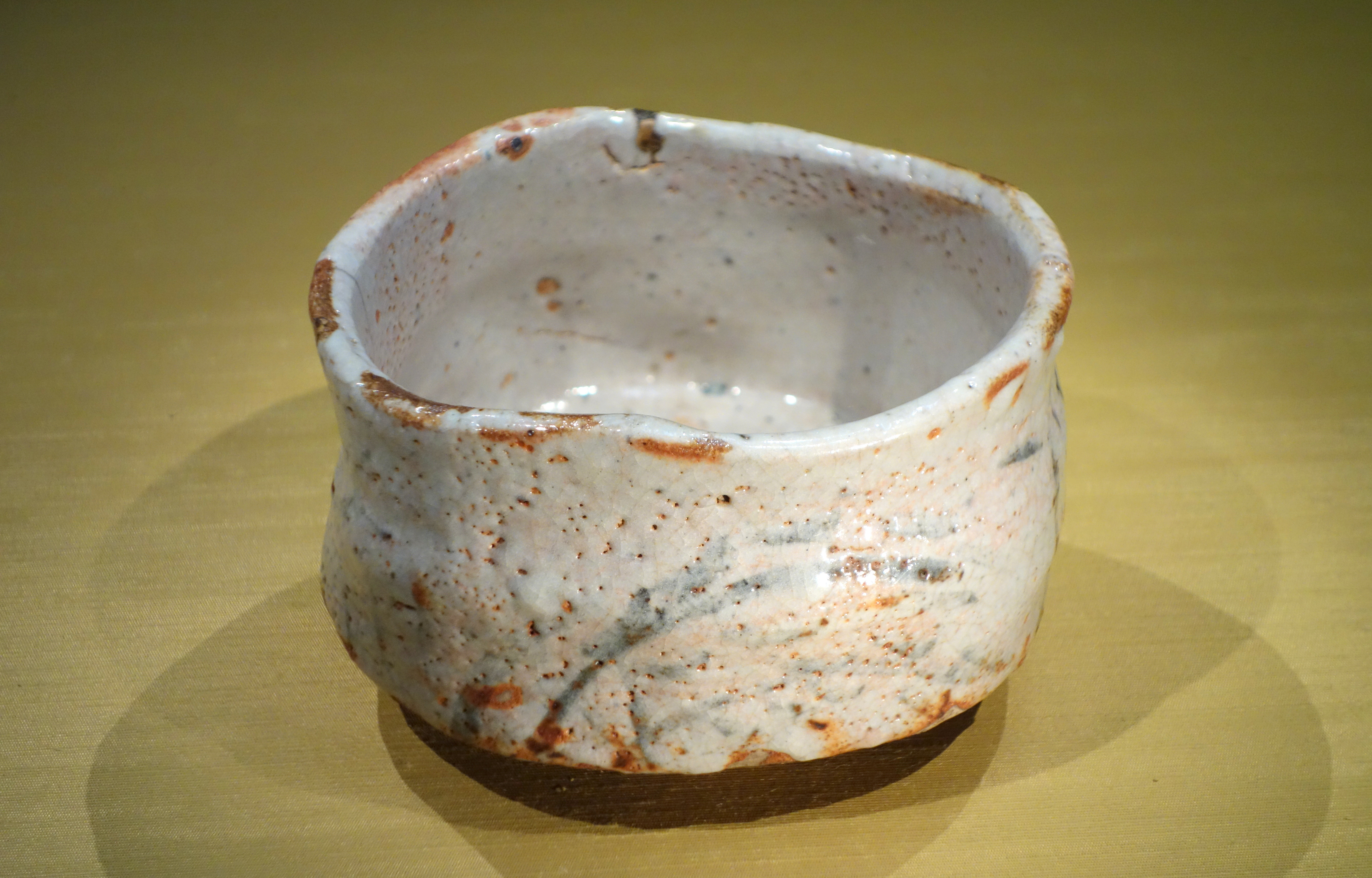
志野茶碗 銘振袖 東京国立博物館

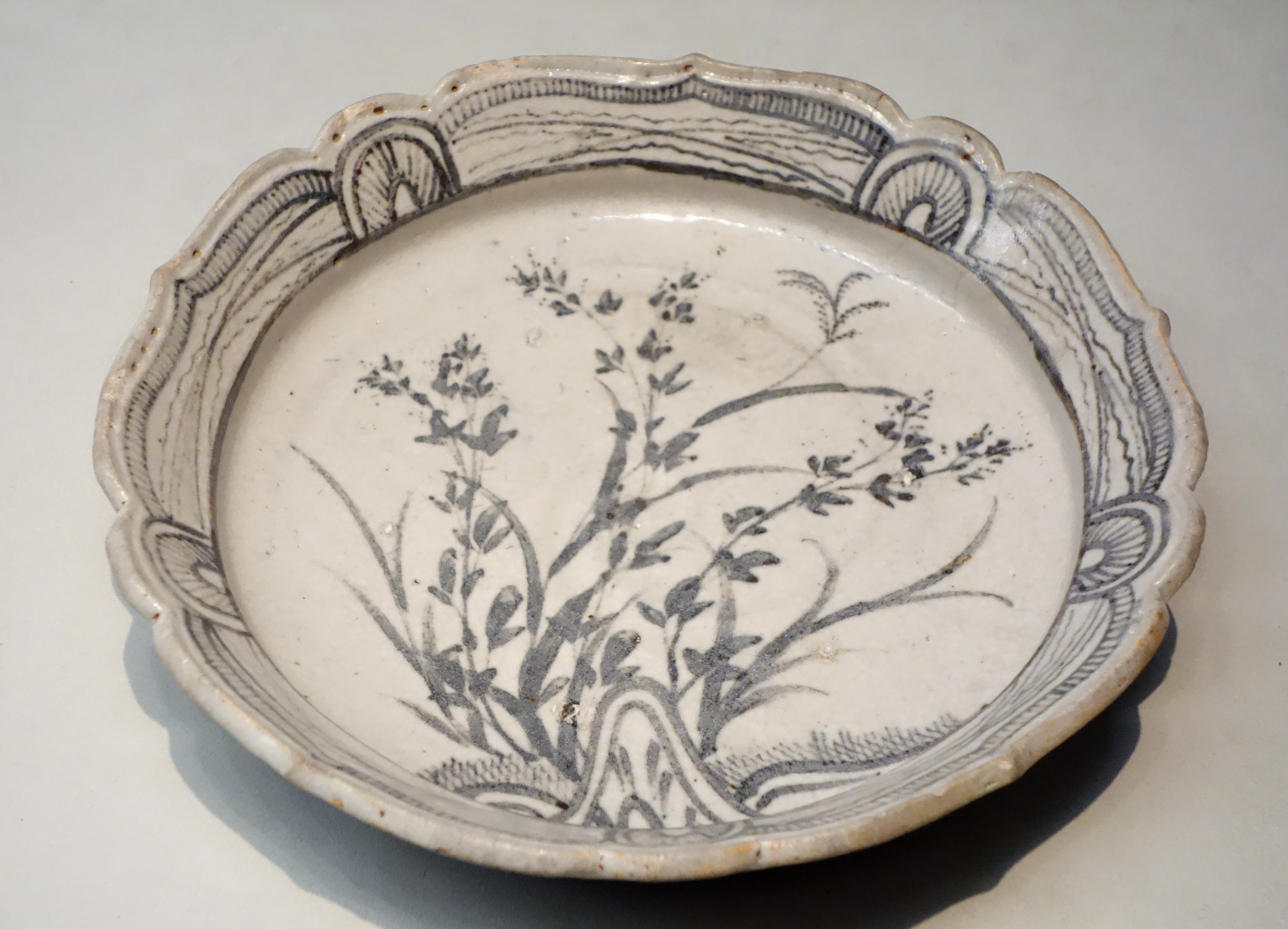
志野秋草文平鉢 東京国立博物館

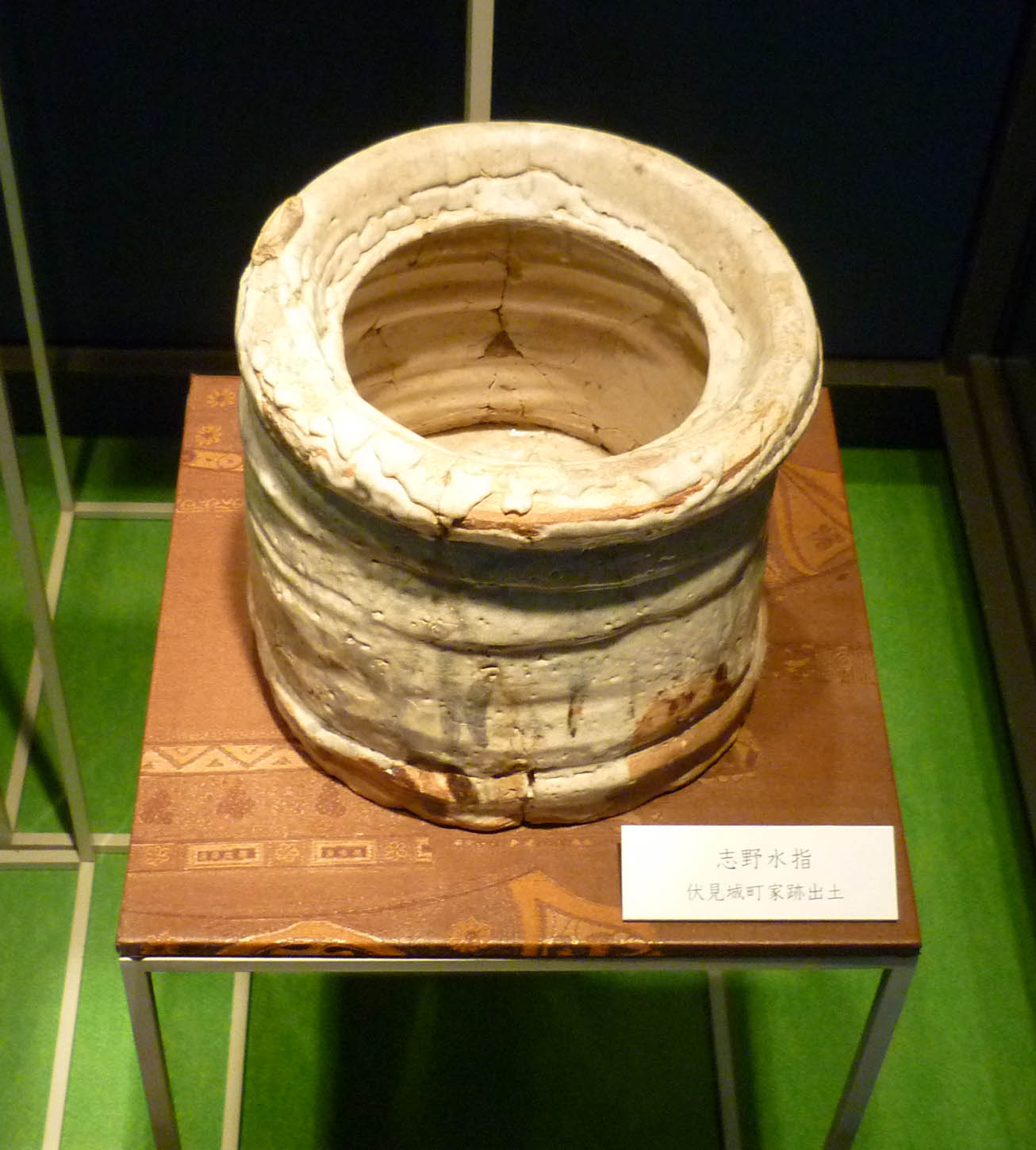
伏見城下町より出土した志野水指/京都市埋蔵文化財研究所蔵

志野焼（しのやき）は、美濃焼の一種で、美濃（岐阜県）にて安土桃山時代に焼かれた白釉を使った焼物。赤志野や鼠志野などいくつかの種類があり、同じく美濃焼の一種である瀬戸黒とともに重要無形文化財に指定されている技法や、岐阜県の重要無形文化財に指定されている技法がある。

## 概要
室町時代の茶人・志野宗信が美濃の陶工に命じて作らせたのが始まりとされ、可児市久々利から土岐市泉町久尻にかけて産出する、耐火温度が高く焼き締りが少ない五斗蒔粘土やもぐさ土という鉄分の少ないやや紫色やピンク色がかった白土を使った素地に、志野釉（長石釉）と呼ばれる長石を砕いて精製した白釉を厚めにかけ焼かれる。通常、釉肌には肌理（きめ）の細かい貫入や柚肌、また小さな孔が多くあり、釉のかかりの少ない釉際や口縁には、緋色の火色と呼ばれる赤みのある景色が出る。
志野茶碗で銘卯花墻（うのはながき、三井記念美術館蔵）は国産茶陶としては2つしかない国宝（昭和34年指定）の一つである（他の一つは本阿弥光悦の楽焼白片身変茶碗で銘不二山）。

## 志野焼の種類
無地志野
文字通り絵模様が少ない白無地。
鼠志野
下地に鬼板と呼ばれる鉄化粧を施し、文様を箆彫りして白く表しさらに志野釉（長石釉）をかけて焼く。掻き落とした箇所が白く残り、鉄の成分は窯の条件などにより赤褐色または鼠色に焼き上がる。
赤志野
鼠志野と同じ手法ながら赤く焼き上がったもの。
紅志野
酸化第二鉄を含む黄土である赤ラクを掛けた上に鉄絵文様を描き、さらに志野釉をかけて焼いたもの。
絵志野
釉の下に鬼板で絵付けした上に志野釉をかけて焼いたもの。
練り上げ志野
赤土と白土とを練り混ぜ志野釉をかけて焼いたもの。
志野織部
大窯で焼かれた古志野と区別し、連房式登窯で焼かれたものを指す。

## 備考
- 志野茶碗という言葉が文献上で確認されるようになるのは16世紀中頃からであり、『津田宗及茶湯日記』内の天文22年（1553年）から天正14年（1586年）までの約33年間で志野茶碗が200回以上使用されたことが記されている。また、『今井宗久茶湯書抜』にも天正6年（1578年）の茶会において使用された記録が残されている。この「志野茶碗」の記述については、中国製（青磁・白磁）を指すという説もあるが、小山冨士夫は自著『日本の陶磁』において、『茶道伝授巻』の「和をは志野天目という」を引用し、否定的見解を示している。